# Часовня Святого Варнавы (Остров Норфолк)
Часовня Святого Варнавы (англ. St. Barnabas Chapel) также известна как Мемориальная церковь епископа Паттесона (англ. Bishop Patteson Memorial Church) — англиканская церковь в городе Кингстон на острове Норфолк, внешней территории Австралии.

## История
В 1849 году для распространения англиканства в Меланезии была создана Меланезийская миссия. Своим центром Миссия избрала остров Норфолк, где миссионеры в 1867 году основали колледж Святого Варнавы. Большую роль в работе миссии играл первый англиканский епископ Меланезии Джон Кольридж Паттесон. Однако он был убит аборигенами Соломоновых островов в 1871 году и причислен к лику святых в англиканской церкви. На территории колледжа Святого Варнавы в 1880 году была заложена часовня, посвященная памяти Паттесона. Строительство было завершено в 1882 году. В здании часовни была размещена Меланезийская миссия. В 1920 году она была перемещена с острова Норфолк на Соломоновы Острова. Церковь по сей день используется для регулярных служб.

## Описание
Часовня Святого Варнавы расположена на пересечении Дуглас драйв и Хендерсон роуд в городе Кингстон на острове Норфолк, рядом с аэропортом.
Часовня украшена витражами по проекту Эдварда Бёрн-Джонса, выполненными Уильямом Моррисом. Они отражаются в полированном мраморном полу. Четыре окна в апсиде изображают четырех евангелистов. Сиденья украшены резьбой и инкрустированы перламутровыми христианскими символами. Деревянные конструкции часто украшены инкрустациями из жемчужных ракушек.